# Olaria GB
A Olaria GB é um grupo brasileiro de humor fundado em 2002 na cidade de São Paulo. A origem do grupo se deu na Escola Superior de Propaganda e Marketing (ESPM) da capital paulista, onde oito estudantes de publicidade juntaram-se para fazer espetáculos e intervenções humorísticas para os alunos da instituição. O grupo iniciou a série de espetáculos Cerimônia do Chá, apresentando cinco peças inéditas na ESPM entre 2002 a 2006. Essa série baseou-se em uma antiga tradição universitária de rito de passagem dos calouros, que a Olaria GB transformou em espetáculos de 60 minutos com texto original criado pelo grupo.
A partir do sucesso atingido na ESPM, o grupo recebeu convites para participar de festivais e espetáculos cômicos, produzindo quatro esquetes de humor. Essa foi a base para produção do espetáculo Coçando o Saccro (2007), a primeira peça autoral do grupo, que teve um expressivo sucesso de público na capital de São Paulo e ficou 5 meses em cartaz. 
A partir desse espetáculo de estreia, o grupo seguiu desenvolvendo material humorístico inédito nas áreas de teatro, música, televisão e internet. O grupo tem direção coletiva e, atualmente, é formado por 8 membros (que escrevem, atuam e produzem as peças) - além de colaboradores e parceiros de acordo com cada projeto. 

## Membros
- Adonis Comelato
- Adriano Pequeno
- Arthur Toyoshima
- Daniel Prata
- Guilherme Tomé
- Pedro Vilhena
- Rafael Fanganiello
- Ronaldo Cahin

## Espetáculos
- Cerimônia do Chá (2002)
- Cerimônia do Chá II (2003)
- Chadô: O Caminho do Chá (2004)
- O Requerimento Da Vinci (2005)
- Os Doze Trabalhos (2006)
- Coçando o Saccro – Uma Commédia Renitente de Caráter Dúbbio (2007)
- Não Contém Glúteos – Uma Comédia sobre Tudo e Sobre Nádegas (2008)
- Talagada - Shots de Humor (2011)

## Festivais e Participações
- Participação no Espetáculo Nunca se Sábado – 3ª Temporada (2006)
- Apresentação no Festival Satyrianas (2006)
- Apresentação no Movimento Interestudantil de Artes – MIA (2006)
- Finalista no I Festival de Cenas Cômicas do Espaço Parlapatões (2007), com o esquete "Traição de Cristo"
- Participação no Espetáculo Nunca se Sábado – 4ª Temporada (2007)
- Apresentação no Festival Satyrianas (2007)
- Participação do Espetáculo Pega Humor, Pega Geral (2007)
- Apresentação no Festival de Teatro de Curitiba (2008)
- Apresentação na Virada Cultural de São Paulo (2008)
- Prêmio de 2° Lugar no II Festival de Cenas Cômicas do Espaço Parlapatões (2008), com o esquete "Discussão de Arte"
- Participação no Espetáculo Nunca se Sábado – 5ª Temporada (2008)
- Participação da II Palhaçada Geral do Espaço Parlapatões (2008)
- Apresentação no Festival Satyrianas (2008)
- Apresentação no I Farsas de Natal, com o esquete "Traição de Cristo" (2008)
- Apresentação no projeto "Risada Social", do SENAC - SP (2009)
- Finalista no III Festival de Cenas Cômicas do Espaço Parlapatões (2009), com o esquete "O Drama"
- Leitura dramática do texto de circo-teatro "Esta Noite te Matarei", na III Palhaçada Geral
- Participação no desfile São Paulo Fashion Clown, na III Palhaçada Geral
- Apresentação no II Farsas de Natal, com o esquete "A Verdadeira História de Jesus" (2009)
- Apresentação na Missa do Galho, no Espaço Parlapatões, com o esquete "Oração Trilingue" (2009)

## Televisão
- Participação fixa na 4º, 5 º e 6 º temporada do programa Irritando Fernanda Young, do canal GNT[1][2]

## Música
- Composição e produção da música Jacaré Iemanjá (2008), cujo videoclipe foi hit da Internet em 2008[3]